# Strand-Melde
Die Strand-Melde (Atriplex littoralis) ist eine Pflanzenart aus der Gattung der Melden (Atriplex) innerhalb der Familie der Fuchsschwanzgewächse (Amaranthaceae). Sie besiedelt Salzpflanzenfluren an den Küsten sowie salzhaltige Böden im Binnenland und ist auch in Deutschland und Österreich heimisch.

## Beschreibung

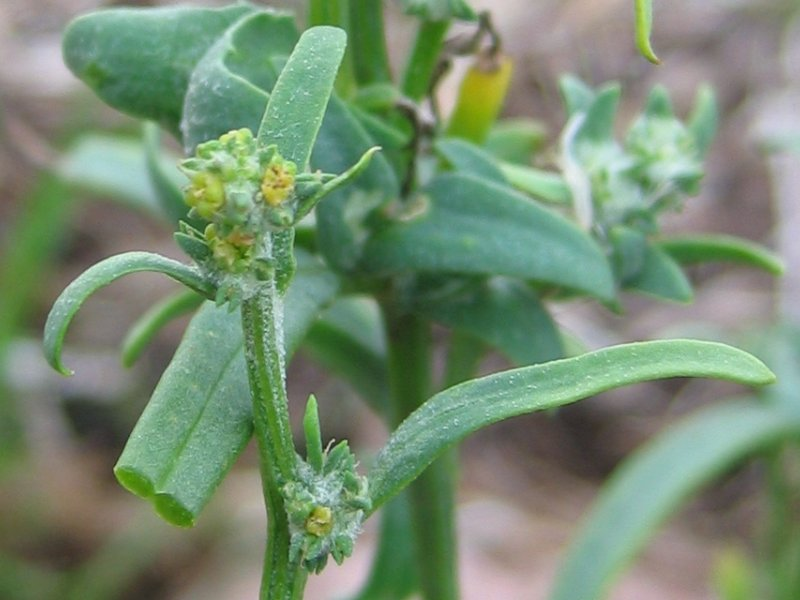
Blühend

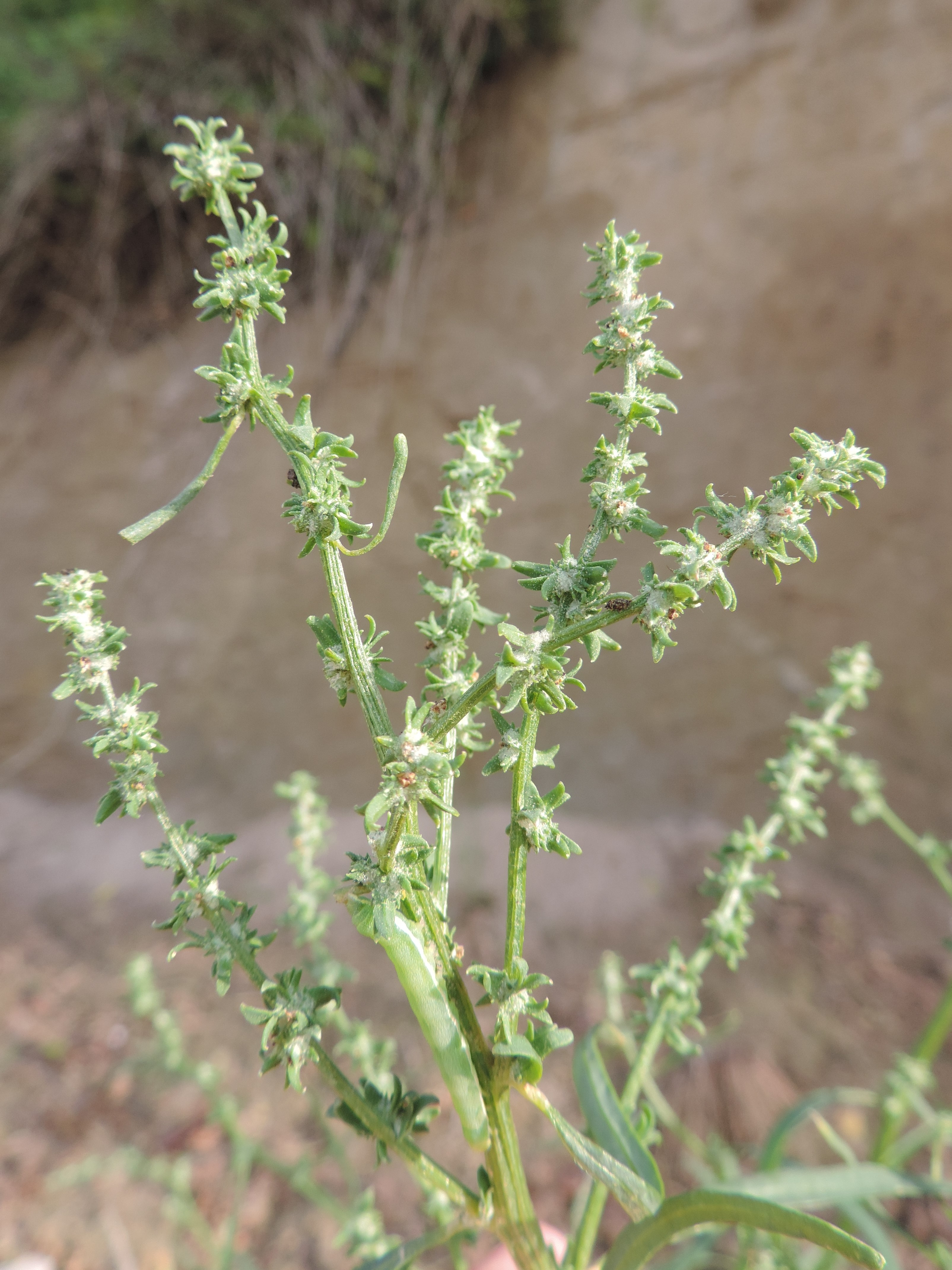
Fruchtend

### Vegetative Merkmale
Die Strandmelde ist eine einjährige krautige Pflanze. Der niederliegende bis aufrechte Stängel ist verzweigt mit aufrechten bis aufsteigenden Ästen und erreicht eine Länge von 25 bis 100 cm (selten bis 150 cm). Die grünen Äste sind anfangs durch Blasenhaare mehlig bestäubt, später verkahlen sie. Die Laubblätter sind wechselständig (die untersten auch gegenständig) am Stängel angeordnet. Sie besitzen einen kurzen Blattstiel und erreichen eine Länge von meist 25 bis 80 mm (bis 120 mm) und eine Breite von 2 bis 8 mm (bis 12 mm). Ihre dünne, beidseitig grüne Blattspreite ist linealisch oder schmal lanzettlich mit ganzrandigem oder buchtig gezähntem Blattrand.

### Blütenstand und Blüte
Die Strand-Melde ist einhäusig getrenntgeschlechtig (monözisch) (manchmal fast zweihäusig). Die Blütenstände bestehen aus bis zu 20 cm langen, dichteren oder unterbrochenen Ähren von Blütenknäueln. Männliche Blüten enthalten vier bis fünf Blütenhüllblätter (Tepalen) und vier bis fünf Staubblätter. Weibliche Blüten, die nur aus dem Fruchtknoten bestehen, werden umhüllt von zwei nur am Grunde verwachsenen Vorblättern. Diese sind bei einer Länge von bis zu 10 mm dreieckig und weisen im Unterschied zu Atriplex intracontinentalis eine langgestreckte Spitze auf. Am Rand sind sie häufig gezähnt, seltener ganzrandig. Ihre im unteren Teil stark bemehlte Fläche trägt deutliche höckerartige Anhängsel. Die Innenseite der Vorblätter ist oft glänzend weiß.
Die Blütezeit reicht von Juli bis September. 

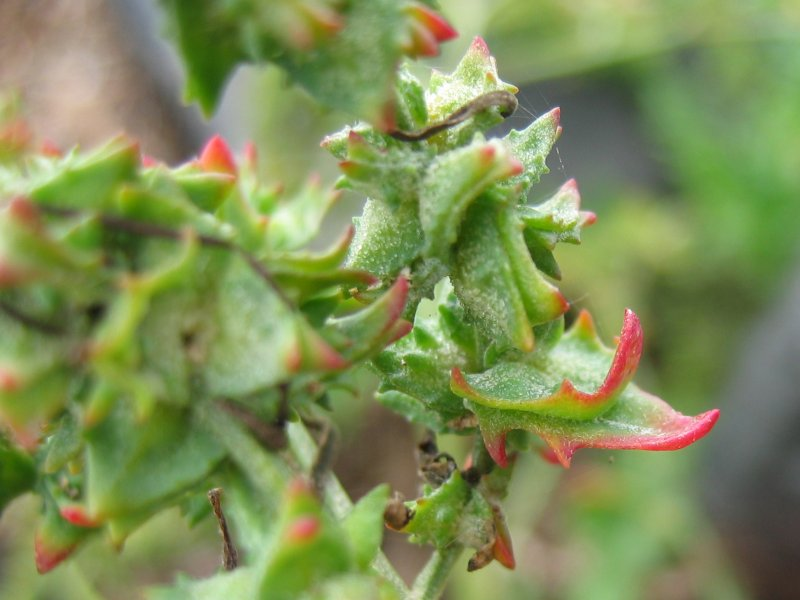
Fruchtende Strand-Melde mit Vorblättern der weiblichen Blüten

### Frucht und Samen
Zur Fruchtzeit verfärben sich die grünen Vorblätter oft braun oder schwarz. Es gibt zwei Samentypen (Heterokarpie): rötlich-schwarze, flache Samen mit einem Durchmesser von etwa 1,5 mm sowie rotbraune, flache oder etwas konkave Samen mit einem Durchmesser von 2 bis 2,5 mm. Die rotbraune Färbung der größeren Samen ist ein Unterscheidungsmerkmal zu Atriplex intracontinentalis, deren größere Samen hellbraun sind.

### Chromosomenzahl
Die Chromosomenzahl beträgt 2n = 18.

### Photosyntheseweg
Die Strand-Melde ist eine C3-Pflanze mit normaler Blattanatomie.

## Ökologie
Die Bestäubung erfolgt in der Regel durch den Wind, ist aber auch durch Insekten oder durch Selbstbestäubung möglich.
Die zweizelligen Blasenhaare dienen der Pflanze zur Ausscheidung von überschüssigem Salz, indem sie bei Reife zerplatzen.
Die Strand-Melde ist eine Nahrungspflanze für die Raupen der Eulenfalter Strand-Erdeule (Agrotis ripae), Euxoa cursoria und die Gemüseeule (Lacanobia oleracea). Auch die Miniersackträger Coleophora atriplicis, Coleophora salinella und Coleophora versurella fressen an dieser Art.
Der Schlauchpilz Chaetoplea calvescens lebt als Saprobiont auf den toten Stängeln der Strand-Melde.

## Vorkommen

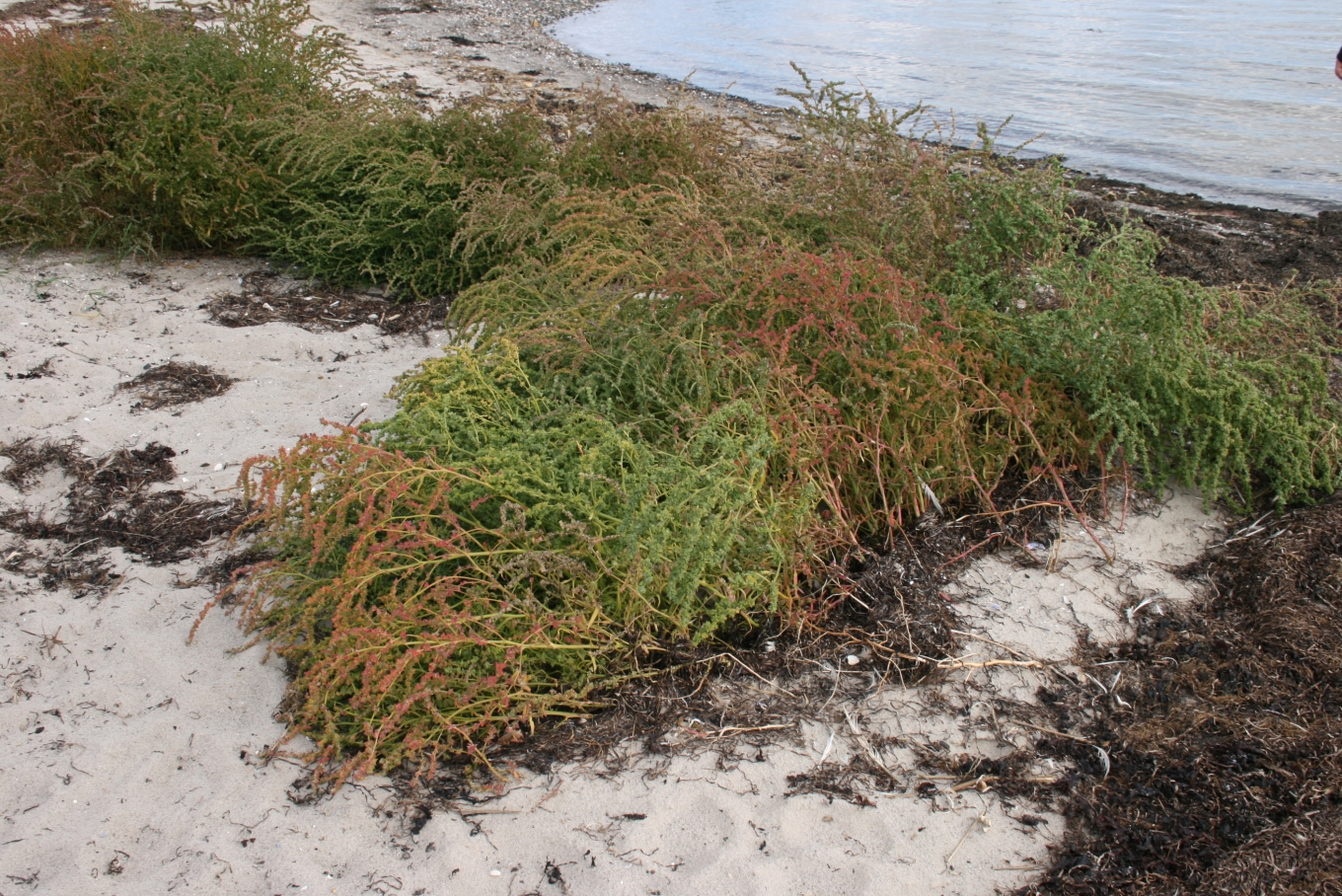
Lebensraum der Strand-Melde

Das natürliche Verbreitungsgebiet der Strand-Melde umfasst Nordeuropa, Westeuropa, Mitteleuropa und Südeuropa und Teile von Nordafrika (Marokko und Algerien), wo die Pflanzen die Küsten von Ostsee und Nordsee, Atlantik und Mittelmeer besiedeln. Bei ähnlichen Pflanzenpopulationen im Inland handelt es sich nach Suchorukow 2007 meist um Atriplex intracontinentalis. Als Neophyt kommt die Strand-Melde auch im nordöstlichen Nordamerika vor.
In Deutschland ist die Strandmelde in Niedersachsen und Bremen, Schleswig-Holstein und Mecklenburg-Vorpommern heimisch. Sie wächst in Salzpflanzenfluren der Spülsäume und auf Sand- und Kiesstränden. Die Pflanzensoziologie nennt sie als Charakterart der Assoziation Atriplicetum littoralis. Sie ist eine Zeigerpflanze für volle Besonnung und überschwemmte, salzige Böden mit übermäßigem Stickstoffgehalt.
In Österreich tritt diese Art im pannonischen Gebiet sehr selten und autochthon nur im burgenländischen Seewinkel auf salzhaltigen Böden in der collinen Höhenstufe auf. Fundmeldungen, die sich auf ruderale Standorte – wie auf durch Streusalz belastete Straßenränder – in den Bundesländern Wien, Oberösterreich und Osttirol beziehen, dürften auf Fehlbestimmungen oder Verwechslungen beruhen. Trotzdem ist ein Auftreten der Art in salzhaltigen Ruderalfluren nicht unwahrscheinlich und daher nicht auszuschließen. In Österreich gilt die Strand-Melde als vom Aussterben bedroht. Nach Suchorukow gehören alle Vorkommen in Österreich zur 2007 neu abgetrennten Art Atriplex intracontinentalis.

## Systematik
Die Strand-Melde (Atriplex littoralis) zählt zur Sektion Teutliopsis Dumort. innerhalb der Gattung Atriplex.
Die Erstbeschreibung dieser Art erfolgte 1753 durch Carl von Linné in Species Plantarum, Tomus II, S. 1054.
Synonyme von Atriplex littoralis L., die auf demselben Typus beruhen, sind: Atriplex patula var. littoralis (L.) A.Gray, Atriplex patula var. littoralis (L.) Hall & Clements (nom. superfl.), Chenopodium littorale (L.) Thunb. und Schizotheca littoralis (L.) Gourr. (nom.illegit.). Als Synonym angesehen werden auch Atriplex serrata Huds., Atriplex marina L., Atriplex hastata L. subsp. littoralis Pons sowie Atriplex hastata L. var. littoralis Farwell.